# كأس يوغوسلافيا 1970–71
كأس يوغوسلافيا 1970–71 هو الموسم 24 من بطولة كرة القدم الأوكرانية للهواة ‏. أشرف على تنظيمه اتحاد صربيا لكرة القدم، وكان عدد الأندية المشاركة فيه 2542، وفاز فيه النجم الأحمر بلغراد.